# R-11 (Montenegro)
De R-11 of Regionalni Put 11 is een regionale weg in Montenegro. De weg loopt van Risan via Dragalj, Grahevo en Osječenica naar Vilusi en is 42 kilometer lang. 